# エヴァルト・デメイエル
エヴァルト・デメイエル（Ewald Demeyere, 1974年12月23日 - ）は、ベルギーのチェンバロ奏者、音楽学者、指揮者。
ブルッヘの生まれ。アントウェルペン王立音楽院にてヨス・ファン・インマゼールのクラスに学んで音楽理論やチェンバロ奏法などを習得し、1997年に音楽学の修士号を取得。2002年からインマゼールの後任として母校アントウェルペン音楽院の教授となった。2007年から自らバッハ・コンツェントゥスを結成して指揮活動も行うようになった。2009年にはアントウェルペン大学およびアントウェルペン王立音楽院から博士号を授与されている。

## 主要著作
- Demeyere, Ewald (2013). Johann Sebastian Bach's Art of Fugue: Performance Practice Based on German Eighteenth-Century Theory. Leuven University Press. ISBN 9789058679406. OCLC 941602037